# Municipio de Santiago Huajolotitlán
El municipio de Santiago Huajolotitlán es uno de los 570 municipios en que se encuentra dividido el estado mexicano de Oaxaca. Se encuentra en el noroeste del estado en la región mixteca. Su cabecera es la población de Santiago Huajolotitlán.

## Geografía
Santiago Huajolotitlán es uno de los municipios integrantes del distrito de Huajuapan y de la Región Mixteca, localizado en el noroeste del territorio estatal. Su extensión territorial es de 111.034 kilómetros cuadrados que representan el 0.12 % de la extensión total de Oaxaca. Las coordenadas geográficas extremas del territorio municipal son 17°44′ - 17°54′ de latitud norte y 97°37′ - 97°45′ de longitud oeste; el territorio es accidentando y su altitud fluctúa entre 1600 y 2500 metros sobre el nivel del mar.
El territorio limita al noreste con el municipio de Santa María Camotlán, al este con el municipio de San Pedro Nopala, al sureste con el municipio de Villa de Tamazulápam del Progreso, al sur con el municipio de San Andrés Dinicuiti, al suroeste con el municipio de Santiago Cacaloxtepec y al oeste con el municipio de Heroica Ciudad de Huajuapan de León.

## Demografía
De acuerdo a los resultados del Censo de Población y Vivienda realizado en 2010 por el Instituto Nacional de Estadística y Geografía; la población total del municipio de Santiago Huajolotitlán es de 4 350 habitantes, de los cuales 1 972 son hombres y 2 378 son mujeres.
La densidad de población asciende a un total de 39.18 personas por kilómetro cuadrado.

### Localidades
El municipio incluye en su territorio un total de 18 localidades. Las principales, considerando su población del censo de 2010 son:
| Localidad              | Población (2010) |
| ---------------------- | ---------------- |
| Santiago Huajolotitlán | 2 018            |
| El Zapote              | 406              |
| Guadalupe de Cárdenas  | 339              |
| El Espinal             | 307              |
| Total municipio        | 4 350            |

## Política
El gobierno del municipio de Santiago Huajolotitlán es electo mediante el principio de partidos políticos, con en la gran mayoría de los municipios de México. El gobierno le corresponde al ayuntamiento, conformado por el presidente municipal, un síndico y el cabildo integrado por cinco regidores. Todos son electos mediante voto universal, directo y secreto para un periodo de tres años que pueden ser renovables para un periodo adicional inmediato.

### Subdivisión administrativa
La administración interior del municipio corresponde a los titulares de nueve comunidades, electos por un periodo de un año mediante procedimientos apegados al principio de usos y costumbres.

### Representación legislativa
Para la elección de diputados locales al Congreso de Oaxaca y de diputados federales a la Cámara de Diputados federal, el municipio de Santiago Huajolotitlán se encuentra integrado en los siguientes distritos electorales:
Local:
- Distrito electoral local de 6 de Oaxaca con cabecera en Heroica Ciudad de Huajuapan de León.[4]

Federal:
- Distrito electoral federal 3 de Oaxaca con cabecera en Heroica Ciudad de Huajuapan de León.[5]